# 名島学校
名島学校（なじまがっこう）は小早川隆景が筑前名島（現・福岡市東区）に設置した教育、研修施設。

## 概要
長い戦乱による人々の学問不足を嘆いた小早川隆景は、慶長元年（1596年)下野足利学校にならって学舎を設置し、聖廟を建て武士や庶民を問わず学問を奨励した。このとき隆景は、足利学校から僧侶を招き足利学校同様の教育を施すよう求めた。
また、足利学校から玄修軒を招いて備後三原にも同様の学校を設置した。しかし、現在はいずれも遺構などはない。